# Sardinia (Ohio)
Sardinia es una villa ubicada en el condado de Brown en el estado estadounidense de Ohio. En el Censo de 2010 tenía una población de 980 habitantes y una densidad poblacional de 305,39 personas por km².

## Geografía
Sardinia se encuentra ubicada en las coordenadas 39°0′31″N 83°48′3″O / 39.00861, -83.80083. Según la Oficina del Censo de los Estados Unidos, Sardinia tiene una superficie total de 3.21 km², de la cual 3.21 km² corresponden a tierra firme y (0%) 0 km² es agua.

## Demografía
Según el censo de 2010, había 980 personas residiendo en Sardinia. La densidad de población era de 305,39 hab./km². De los 980 habitantes, Sardinia estaba compuesto por el 99.18% blancos, el 0.2% eran afroamericanos, el 0.31% eran amerindios, el 0% eran asiáticos, el 0% eran isleños del Pacífico, el 0.1% eran de otras razas y el 0.2% pertenecían a dos o más razas. Del total de la población el 0.31% eran hispanos o latinos de cualquier raza.